# 20xx/Exceeeed!!
A 20xx/Exceeeed!! a Jumemiru Adolescence japán idolegyüttes tizennegyedik kislemeze, amely 2017. november 15-én jelent meg a Sony Music Associated Records gondozásában. A kiadvány a nyolcadik helyen mutatkozott be az Oricon heti eladási listáján. A 20xx a Time bokan: Gjakusú no szan-akunin animesorozat zárófőcím dala, míg az Exceeeed!! a Shizuoka Asahi Television japán televízióadó Pinkiss 2020 című műsorának főcímdala volt.

## Számlista
| CD (AICL–3425) | CD (AICL–3425)            | CD (AICL–3425)   | CD (AICL–3425) | CD (AICL–3425) | CD (AICL–3425) | CD (AICL–3425) | CD (AICL–3425) | CD (AICL–3425) | CD (AICL–3425) |
|                | Cím                       | Dalszöveg        | Zene           | Hangszerelő    | Hossz          |                |                |                |                |
| -------------- | ------------------------- | ---------------- | -------------- | -------------- | -------------- | -------------- | -------------- | -------------- | -------------- |
| 1.             | 20xx                      | Nakamura Hiszata | Szaszaki Jú    | Usio Kenszuke  | 4:26           |                |                |                |                |
| 2.             | Exceeeed!!                | Mami             | Mami           | Egucsi Rjó     | 3:56           |                |                |                |                |
| 3.             | 20xx (Instrumental)       | –                | Szaszaki Jú    | Usio Kenszuke  | 4:27           |                |                |                |                |
| 4.             | Exceeeed!! (Instrumental) | –                | Mami           | Egucsi Rjó     | 3:54           |                |                |                |                |
| 16:43          |                           |                  |                |                |                |                |                |                |                |

| CD (AICL–3423) | CD (AICL–3423)                                                   | CD (AICL–3423)   | CD (AICL–3423) | CD (AICL–3423) | CD (AICL–3423) | CD (AICL–3423) | CD (AICL–3423) | CD (AICL–3423) | CD (AICL–3423) |
|                | Cím                                                              | Dalszöveg        | Zene           | Hangszerelő    | Hossz          |                |                |                |                |
| -------------- | ---------------------------------------------------------------- | ---------------- | -------------- | -------------- | -------------- | -------------- | -------------- | -------------- | -------------- |
| 3.             | 20xx (Anime Mix) (bónuszdal a korlátozott példányszámú kiadáson) | Nakamura Hiszata | Szaszaki Jú    | Usio Kenszuke  | 1:33           |                |                |                |                |
| 18:16          |                                                                  |                  |                |                |                |                |                |                |                |

| DVD (AICL–3424) | DVD (AICL–3424)       | DVD (AICL–3424)    | DVD (AICL–3424) | DVD (AICL–3424) | DVD (AICL–3424) | DVD (AICL–3424) | DVD (AICL–3424) | DVD (AICL–3424) | DVD (AICL–3424) |
|                 | Cím                   | Rendező            | Hossz           |                 |                 |                 |                 |                 |                 |
| --------------- | --------------------- | ------------------ | --------------- | --------------- | --------------- | --------------- | --------------- | --------------- | --------------- |
| 1.              | 20xx (videóklip)      | Takizava Maszatosi | 4:31            |                 |                 |                 |                 |                 |                 |
| 2.              | Exceeeed!! (werkfilm) | Takizava Maszatosi | 11:29           |                 |                 |                 |                 |                 |                 |
| 16:00           |                       |                    |                 |                 |                 |                 |                 |                 |                 |